# Kinza
Kinza (金座) est le monopole officiellement reconnu du shogunat Tokugawa sur l'or ou guilde de l'or (za) créé en 1595.
À l'origine, l'intérêt du shogunat des Tokugawa est d'assurer une valeur constante aux pièces frappées en or, et cela conduit à la compréhension de la nécessité de participer à l'offre de l'or.
Ce titre du bakufu identifie un bureau de régulation chargé de superviser la frappe de pièces de monnaie en or et de surveiller toutes les mines d'or et les activités d'extraction de l'or au Japon.